# Ташкент (аеропорт)
Аеропорт Ташкент імені Іслама Карімова («Міжнародний аеропорт «Ташкент»», узб. Toshkent Xalqaro Aeroporti, (IATA: TAS, ICAO: UTTT)) — міжнародний аеропорт, що обслуговує столицю Узбекистану місто Ташкент; найбільший аеропорт країни; є головним хабом авіакомпанії Uzbekistan Airways.

## Про аеропорт
Ташкентський міжнародний аеропорт займає зручне географічне положення, будучи розташованим на перетині повітряних трас, що йдуть з країн СНД до Південно-Східної Азії, Європи та Америки. Міжнародний аеропорт «Ташкент» пов'язаний повітряними шляхами практично у усіма найбільшими містами світу. Аеродром має другу категорію ІКАО і приймає всі типи повітряних суден.
У 2001 році завершено реконструкцію головного пасажирського терміналу, в ході якої аеровокзал центральних повітряних ліній був оснащений сучасним обладнанням, і став більш комфортабельним. Пропускна здатність ташкентського аеровокзалу — понад 1 000 пасажирів на годину. Щороку його послугами користується понад 2 млн пасажирів (2000-ні).
Крім того, аеровокзальний комплекс включає в себе окремий термінал для транзитних пасажирів і необхідні сервісні служби. Із галерей пасажири за допомогою телескопічних трапів потрапляють на борти повітряних суден. 
Наявне також приміщення терміналу місцевих повітряних ліній. Звідси можна дістатись літаком до історичних міст країни — Самарканда, Бухари, Хіви, а також майже до всіх обласних центрів Узбекистану.
Недоліками Ташкентського міжнародного аеропорту є: черги на прикордонних пунктах та біля багажних відділів у випадку одночасного прибуття декількох рейсів.

## Авіакомпанії та напрямки, грудень 2019

### Пасажирські
| Авіакомпанія            | Пункт призначення |
| ----------------------- | --- |
| Аерофлот                | Москва-Шереметьєво |
| Air Astana              | Алмати, Нур-Султан |
| Air Manas               | Бішкек |
| Asiana Airlines         | Сеул-Інчхон |
| Avia Traffic Company    | Бішкек |
| Azerbaijan Airlines     | Баку |
| China Southern Airlines | Пекін, Урумчі |
| flydubai                | Дубай |
| IrAero                  | Іркутськ |
| Kam Air                 | Кабул |
| Korean Air              | Сеул-Інчхон |
| Loong Air               | Сіань |
| Nile Air                | Сезонний чартер: Шарм-ель-Шейх |
| Rossiya                 | Санкт-Петербург |
| S7 Airlines             | Москва-Домодєдово, Новосибірськ |
| SCAT                    | Алмати |
| Turkish Airlines        | Стамбул-Арнавуткей |
| Ural Airlines           | Челябінськ, Краснодар, Красноярськ-Ємельяново, Москва-Жуковський, Нижній Новгород, Ростов-на-Дону, Самара, Сочі, Волгоград, Єкатеринбург |
| Utair                   | Москва-Внуково |
| Uzbekistan Airways      | Алмати, Андижан, Амрітсар, Баку, Бангкок-Суварнабхумі, Пекін, Бішкек, Бухара, Делі, Дубай, Душанбе, Фергана, Франкфурт, Іркутськ, Стамбул-Арнавуткей, Джакарта, Джидда, Калінінград, Карші, Казань, Хабаровськ, Краснодар, Красноярськ-Ємельяново, Куала-Лумпур, Лахор, Лондон-Хітроу, Мінеральні Води, Мінськ, Москва-Внуково, Мумбаї, Мюнхен (з 1 квітня 2020),, Наманган, Навої, Нижньовартовськ, Новосибірськ, Нукус, Нур-Султан, Париж-Шарль де Голль, Рига, Рим-Ф'юмічіно, Ростов-на-Дону , Санкт-Петербург, Самара, Самарканд, Сеул-Інчхон, Шарджа, Сінгапур, Сочі, Тбілісі, Тель-Авів, Термез, Токіо-Наріта, Тюмень, Уфа, Ургенч,Урумчі, Владивосток, Воронеж, Єкатеринбург, Зарафшан Сезонні: Мілан-Мальпенса, Пхукет (з 14 грудня 2019) Чартер: Стамбул-Сабіха Гекчен, Київ-Бориспіль, Мале (з 28 грудня 2019) |
| Yakutia Airlines        | Іркутськ |

### Вантажні
| Авіакомпанія           | Пункт призначення                |
| ---------------------- | -------------------------------- |
| DHL Aviation           | Лейпциг/Галле                    |
| Lufthansa Cargo        | Алмати, Цзянбей, Гуанчжоу Байюнь |
| Silk Way Airlines      | Баку                             |
| Turkish Airlines Cargo | Делі, Гонконг, Стамбул-Ататюрк   |